# Исуф Уатара
Исуф Уатара (на френски език - Issouf Ouattara) е футболист от Буркина Фасо, полузащитник.

## Кариера
Уатара започва да тренира футбол през 2004 г. в местния Етоил Филанте. През юли 2008 г. е привлечен в португалския Униао Лейрия. Дебютира на 21 август срещу Санта Клара. Записва 25 мача и 1 гол в първия си сезон. През 2010 г. е преотсъпен на Трофенсе, но не успява да се наложи. От септември 2011 г. до лятото на 2012 г. играе за френския Ним Олимпик. В края на юни 2012 г. се присъединява към Черноморец (Бургас). Дебютира в А ФГ на 11 август 2012 г. срещу Левски (София). Избран е за най-добър чужденец в клуба за сезон 2012/13.

### Национален отбор
Прави дебют за националния на Буркина Фасо на 1 юни 2008 г. в световна квалификация срещу Тунис. На 8 януари 2013 г. е сред избраните на треньора Пол Пут за участието на своята страна в турнира за Купата на африканските нации. Взима участие в четвъртфиналния двубой срещу Того.

## Статистика по сезони[5]
| Сезон    | Отбор           | Първенство         | Мачове | Голове |
| -------- | --------------- | ------------------ | ------ | ------ |
| 2008/09  | Униао Лейрия    | Лига де Онра       | 26     | 1      |
| 2009/10  | Униао Лейрия    | Примейра Лига      | 12     | 0      |
| 2010/11  | Трофенсе        | Лига де Онра       | 8      | 0      |
| 2011/12  | Ним Олимпик     | Шампионат национал | 16     | 1      |
| 2012/13  | Черноморец (Бс) | А група            | 22     | 4      |
| 2013/ес. | Черноморец (Бс) | А група            | 3      | 0      |